# Гёц, Пауль
| Открытые астероиды: 20                                      | Открытые астероиды: 20 |
| ----------------------------------------------------------- | ---------------------- |
| (520) Франциска [1]                                         | 27 октября 1903        |
| (538) Фредерика                                             | 18 июля 1904           |
| (542) Сусанна [2]                                           | 15 августа 1904        |
| (543) Шарлотта                                              | 11 сентября 1904       |
| (544) Йетта                                                 | 11 сентября 1904       |
| (545) Мессалина                                             | 3 октября 1904         |
| (546) Геродиада                                             | 10 октября 1904        |
| (547) Пракседида                                            | 14 октября 1904        |
| (548) Крессида                                              | 14 октября 1904        |
| (554) Перага                                                | 8 января 1905          |
| (556) Филлида                                               | 8 января 1905          |
| (563) Зулейка                                               | 6 апреля 1905          |
| (564) Дуду                                                  | 9 мая 1905             |
| (566) Стереоскопия                                          | 28 мая 1905            |
| (567) Елевтерия                                             | 28 мая 1905            |
| (568) Херуския                                              | 26 июля 1905           |
| (571) Дульсинея                                             | 4 сентября 1905        |
| (572) Ребекка                                               | 19 сентября 1905       |
| (576) Эмануэла                                              | 22 сентября 1905       |
| (1418) Файета                                               | 22 сентября 1903       |
| 1. совместно с Максом Вольфом 2. совместно Августом Копффом |                        |

Пауль Гёц (нем. Paul Götz) — германский астроном и первооткрыватель астероидов, который работал в Гейдельбергской обсерватории под руководством Максимилиана Вольфа. В период 1903 по 1905 год им было открыто в общей сложности 20 астероидов, два из которых он обнаружил совместно с другими немецкими астрономами.
Астероиды (538) Фредерика, (542) Сусанна, (543) Шарлотта, (572) Ребекка и (576) Эмануэла Пауль Гёц назвал в честь своих друзей.
Свою кандидатскую диссертацию «Исследования туманности Андромеды» защитил в 1907 году в Гейдельбергском университете и начал работать Гейдельбергской обсерватории, которая в то время благодаря применению техники астрофотографии превратилась в один из главных центров по поиску и открытию новых астероидов.
В 1910 году обновил и переиздал атлас звездного неба Tabulae caelestes, который стал известен под названием «Schurig-Götz».
В знак признания заслуг Пауля Гёца одному из астероидов было присвоено его имя (2278) Гёц.